# Moiré aveuglé
Pour les articles homonymes, voir Moiré.
Erebia pharte
Espèce
Statut de conservation UICN

 LC  : Préoccupation mineure
Le Moiré aveuglé ou Moiré aveugle (Erebia pharte) est un lépidoptère (papillon) appartenant à la famille des Nymphalidae, à la sous-famille des Satyrinae et au genre Erebia.

## Dénomination
Erebia pharte a été nommé par Jakob Hübner en 1804.
Synonymes : Erebia eupompa Fruhstorfer, 1918 ; Erebia phartina Staudinger, 1894.

### Noms vernaculaires
Le Moiré aveugle se nomme en anglais Blind Ringlet et Unpunktierter Mohrenfalter en allemand.

## Description
Le Moiré aveugle est un petit papillon, marron foncé orné d'une bande postpostdiscale de couleur roux orangé sans marque, ocelle ou point.
Le revers est identique.

## Biologie

### Période de vol et hivernation
Il vole de juillet à fin août en une seule génération.

### Plantes hôtes
Les plantes hôtes des chenilles sont diverses poacées (graminées) : Festuca ovina, Festuca quadriflora, Festuca rubra, Nardus stricta, et aussi des Carex : Carex ferruginea et Carex flacca.

## Écologie et distribution
Il est présent dans les Alpes, en France, Suisse, Italie, Allemagne, Autriche, Slovénie, Pologne, Slovaquie, jusqu'aux Carpates en Roumanie,.
En France métropolitaine il est présent dans six départements des Alpes, Savoie, Haute-Savoie, Isère, Dr^meHautes-Alpes et Alpes-de-Haute-Provence et.

### Biotope
Il réside dans les prairies alpines.

### Protection
Pas de statut de protection particulier.